# Жерс (департамент)
Жерс (на френски: Gers) е департамент в югозападна Франция, регион Окситания. Административно е създаден по време на Френската революция на 4 март 1790 г. на мястото на част от някогашната провинция Гаскония и получава името на река Жерс, приток на Гарона. Площта му е 6257 км², а населението – 191 571 души (2016). Административен център е град Ош.
Граничи с департаментите От Пирене на юг, От Гарон на югоизток, Тарн е Гарон на североизток, Лот е Гарон на север, Ланд на запад и Пирене Антлантик на югозапад.